# Сива (оаза)
Сива (сиви: ⵉⵙⵉⵡⴰⵏ , арапски: ) је оаза у Египту, налази се између депресије Катара и египатског пешчаног мора у Либијској пустињи, око 50 km источно од либијске границе и 560 km западно од Каира. Захвата површину од око 80 km у дужини и 20 km у ширини, и представља је један од египатских најизолованијих насеља, са 23.000 људи, углавном Бербера, који су развили јединствену културу и посебан језик у оквиру берберске групе језика, по имену Сиви.
Слава Сива оазе лежи првенствено у њеној древној улози светилишта у којем је боравила Амонова пророчица, а чије су рушевине популарна туристичка атракција. Отуда оаза носи старије име - Ammonium. Историјски гледано, ова област је део древне Либије.

## Одлике
Сива оаза се налази у дубокој депресији која достиже дубину од 19 m испод нивоа мора. На западу оаза Џагбуб лежи на сличној дубини, а на истоку је велика Катара депресија која такође лежи испод нивоа мора.

## Назив
Оаза је називана Ammonium у древно време. Рани арапски географи је називају Santariyya. Не зна се поуздано о пореклу њеног садашњег назива Сива, које се по први пут помиње у 15. веку. Басет га повезује са берберским појмом swh који се јавља нешто западније у раном исламском периоду, док га Илахиен повезује са речју из ташелхијтсог берберског језика - asiwan, што је назив за једну врсту птице грабљивице, а отуд и са богом Амон-Ра, чији је један од симбола соко.

## Историја
Иако је познато да је оаза насељена од најмање 10. миленијума пре нове ере, најранији доказ о односима са древним Египтом потичу из периода 26. династије, када је изграђена некропола. Током птолемејског периода Египта, оаза носи египатско име sḫ.t-ỉm3w, „Поље стабала“. Грчки насељеници из Кирене ступили су у контакт са оазом отприлике у исто време (7. век пне), као и са пророчким храмом Амона (грч. Zeus Ammon), који је, како је Херодоту речено, овде узео обличје једног овна. Херодот је сазнао и за „фонтану Сунца“ која је најхладнију воду давала тачно током подневне вреве. Током своје кампање освајања Персијског царства, Александар Велики је стигао у оазу, наводно пратећи птице преко пустиње. Пророчица га је, како бележе његови дворски историчари, потврдила као божанску личност, а уједно и као легитимног фараона Египта, иако Александрови мотиви за долазак у Сиву, након његовог оснивања Александрије, и даље остају донекле загонетни и спорни.
Назнаке хришћанства у Сива оази су нејасне, али 708. године долази до напада муслиманске војске, а Сиванци пружају отпор и вероватно нису прешли у ислам све до 12. века. Локални летопис спомиње само седам породица у укупном броју од 40 мушкараца који су живели у оази 1203. године.
У 12. веку ал-Идриси спомиње да је Сива настањена углавном Берберима, са арапском мањином, а један век раније ал-Бакри је навео да само Бербери живе тамо. Египатски историчар ал-Макризи путовао је у Сиву у 15. веку и описао како је језик који се тамо говори „сличан језику Зената“.
Први Европљанин који је посетио оазу још од римског доба био је енглески путописац Вилијам Џорџ Браун, који је дошао 1792. године да посети рушевине древног пророчишта.
Оазу је Египту званично припојио Мухамед Али 1819. године. У пролеће 1893, немачки истраживач и фотограф, Херман Бурхарт, забележио је архитектуру града Сиве, а његове фотографије се налазе у Етнолошком музеју у Берлину.
Сиванци су берберски народ, па су демографски и културно ближи народима на простору Либије која има велику берберску популацију, него Египту који има занемарљив удео берберског становништва. Сходно томе, арапска владавина из удаљеног Каира је у први мах била попустљива и обележило ју је неколико побуна. Египатске власти су почеле да успостављају јачу контролу након посете краља Фуада оази 1928, када је мештанима дрско замерено практиковање неких обичаја који нису у складу са египатским моралима, и одређене су оштре казне за непридржавање моралних начела државе.